# Carsia boreata
Carsia boreata là một loài bướm đêm trong họ Geometridae.